# Angraecum angustipetalum
Angraecum angustipetalum är en orkidéart som beskrevs av Alfred Barton Rendle. Angraecum angustipetalum ingår i släktet Angraecum och familjen orkidéer. Inga underarter finns listade i Catalogue of Life.